# Asociación de Hispanistas de Gran Bretaña e Irlanda

y.

La Asociación de Hispanistas de Gran Bretaña e Irlanda (AHGBI) (en inglés:  Association of Hispanists of Great Britain and Ireland), es una organización profesional dedicada a la investigación y a la formación de docentes universitarios del Reino Unido e Irlanda, respecto a los aspectos hispánicos. La Asociación representa además una disciplina muy diversa, como la cobertura geográfica de España, Portugal, las Filipinas, Timor Oriental, Iberoamérica y otras partes del mundo de habla hispana y portuguesa. Los objetos principales de la Asociación es el estudio de la lengua, literatura, cine, cultura popular, cultura audiovisual, música e historia hispánica y lusófona. Además de representar los intereses de la comunidad académica, tanto a nivel nacional como internacional. Además fue la primera Asociación de todas las sociedades de hispanistas, junto con la japonesa, al haberse fundado en 1955 por un grupo de profesores universitarios reunidos en Saint Andrews. Desde entonces se han organizado congresos anuales y en 2005 tuvo lugar en el quincuagésimo. La AHGBI desempeñó un papel decisivo en la creación de la Asociación Internacional de Hispanistas, AIH, cuyo primer congreso se celebró en Oxford en 1962. Dicha asociación cual tiene congresos y publican sus actas.
Actualmente en algunos territorios de ultramar del Reino Unido, cuenta también con importantes minorías de hispanoparlantes como es el caso de la colonia británica de Gibraltar (territorio reclamado por España),  que contaba además con el Instituto Cervantes por su cercanía fronteriza a España y que fue disuelto por el gobierno español en el 2015. Entre otros territorios de ultramar dependientes también se encuentra en las Islas Malvinas (actualmente reclamado por Argentina) y en el Caribe como las Islas Turcas y Caicos e Islas Caimán o en el océano Atlántico Norte, donde existe una minoría de  lusohablantes, debido al flujo de portugueses procedentes tanto de las Azores como de Madeira y Cabo Verde y de hispanoantillana en las Bermudas.
Actualmente la Asociación reside en la ciudad de Londres en Inglaterra.